# Лелистад
Лелистад (хол. Lelystad, слушајⓘ) је град у централној Холандији и главни град провинције Флеволанд. Град је основан 1967. на исушеном земљишту. Име је добио по Корнелису Лелију, који је сачинио пројекат исушивања. Лелистад се налази око 5 m испод нивоа мора.
Године 2007. град је имао око 72.000 становника.
По површини Лелистад је највећа општина Холандије. Њен велики део покривају водене површине: Маркермер и Ијселмер. Град је окружен парковима природе, шумама и пољопривредним земљиштем.
Земљиште на коме је Лелистад је пре 6500 година било над нивоом плиме и насељено. Од тада, тло Холандије је стално тонуло.